# Muriel Coulin
Muriel Coulin (Lorient) is een Frans filmregisseuse, scenarioschrijfster en cameravrouw.

## Biografie
Muriel Coulin werd geboren in Lorient, Bretagne. Nadat Coulin afstudeerde aan de École Louis-Lumière, begon ze haar carrière als camera-assistente en werkte ze zeven jaar lang met een aantal grote regisseurs aan films zoals Trois couleurs: Blanc, Trois couleurs: Bleu en Trois couleurs: Rouge van Krzysztof Kieślowski.
In haar vrije tijd begon Muriel Coulin samen met haar jongere zus Delphine Coulin met het schrijven van scenario's en regisseren van films. Hun kortfilm Souffle won verscheidene prijzen op internationale filmfestivals. Na een aantal kortfilms debuteerden ze in 2011 met 17 filles die in première ging op het filmfestival van Cannes in de sectie Semaine de la critique. De film werd in 2012 ook genomineerd voor de César voor beste debuutfilm. Hun tweede film Voir du pays ging ook in première op het filmfestival van Cannes, deze maal in de sectie Un certain regard en werd bekroond met de prijs voor beste scenario.

## Filmografie (samen met Delphine)
- Il faut imaginer Sisyphe heureux (kortfilm, 1997)
- Souffle (kortfilm, 2001)
- Roue libre (kortfilm, 2002)
- 17 filles (2011)
- Voir du pays (2016)
- Jouer avec le feu (2024)

## Prijzen en nominaties
De belangrijkste:
| Jaar | Prijs                   | Categorie                        | Film         | Uitslag     |
| ---- | ----------------------- | -------------------------------- | ------------ | ----------- |
| 2016 | Filmfestival van Cannes | Un certain regard beste scenario | Voir du pays | Gewonnen    |
| 2013 | César                   | Beste debuutfilm                 | 17 filles    | Genomineerd |